# Jednokołowiec

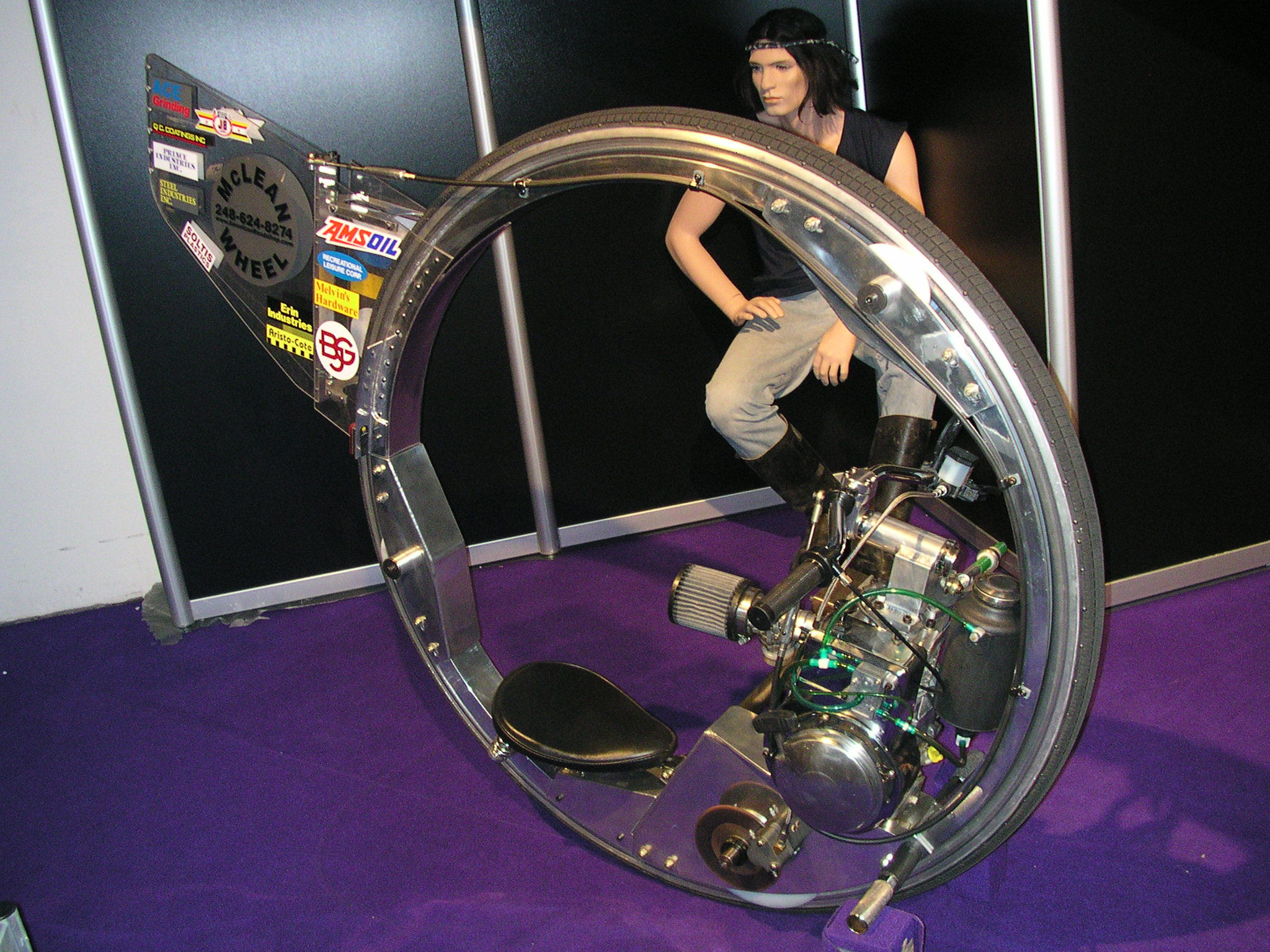
Monocykl McLean

Jednokołowiec, monocykl – jednośladowy pojazd samochodowy, posiadający jedno koło jezdne.
Najczęściej spotykaną wersją monocykla jest pojazd, w którym kierowca siedzi w fotelu wbudowanym w obręcz dużego koła jezdnego. Pomysł na tego typu rozwiązanie techniczne powstał w XIX wieku i jest do tej pory stosowany przez większość konstruktorów i firm produkujących jednokołowce z silnikiem spalinowym.

## Historia
Pierwsze monocykle z silnikiem powstały na początku XX wieku wraz z rozwojem motoryzacji. Za pioniera w ich budowie uważany jest francuski konstruktor Erich Edison-Puton, który zbudował jeden z pierwszych zdolnych do jazdy jednokołowców w 1910 roku. Szybko znalazł on wielu naśladowców, a jego prototyp był później powielany przez innych wynalazców. Za najbardziej oryginalną konstrukcję tego typu uważany jest olbrzymi monocykl o nazwie Dynosphere zbudowany w Wielkiej Brytanii w 1932 roku przez Johna Purvesa.
W 1954 roku Luiggi Bandini zbudował we Włoszech pierwszy znany jednokołowy motocykl wyścigowy MV Augusta 60 cc Monomoto Superleggera. Konstrukcja ta okazała się jednak bardzo trudna w prowadzeniu i była przyczyną tragicznego wypadku. W 2003 roku kanadyjskie przedsiębiorstwo Bombardier zaprezentowało prototyp podobnego jednokołowca o nazwie Embrio. Motocyklista w tym pojeździe siedzi w pozycji takiej ja na motocyklu. Niestabilność podczas jazdy wyeliminowano za pomocą układu żyroskopów.
W 2003 roku amerykański konstruktor Jake Lyall zaprezentował pojazd R.I.O.T. Wheel z napędem umieszczonym w kole i z siedzeniem kierowcy przed kołem jezdnym.